# Mike Shinoda
Michael Kenji Shinoda (també anomenat The Glue i The Cobra Holda) és conegut per ser el raper, teclista i co-productor de Linkin Park. Va néixer l'11 de febrer de 1977 a Agoura Hills (Califòrnia), Estats Units, fill de pares japonesos.
Mentre anava a l'institut, Mike Shinoda va començar a estudiar piano (clàssic i jazz), guitarra i tècniques de rap. Va ser durant aquesta època en què Shinoda, juntament amb Brad Delson i Rob Bourdon, fundaria el grup Xero, precedent de Linkin Park.
En acabar l'educació secundària va entrar al Pasadena Art College per estudiar disseny gràfic i il·lustració. Durant aquesta època es van afegir a Xero Dave Farrell i Joe Hahn, canviant el nom del grup per Hybrid Theory. Amb l'entrada de Chester Bennington el grup s'anomenaria definitivament Linkin Park.
Shinoda també ha iniciat alguns projectes en solitari, com ara les remescles de temes de The X-ecutioners, Handsome Boy Modeling School i Depeche Mode, i també la creació del grup Fort Minor (rap).
Actualment (des de 2003) Mike Shinoda està casat amb Anna Lovejoy.

## Projectes
- Xero
- Hybrid Theory
- Linkin Park
- Fort Minor